# Latinx
Latinx（意為拉丁裔）是一個源自美國的新創詞語，多數用於指性別中立且具有拉丁美洲文化及血統的人。
拉丁美洲大部分使用西班牙語，而西班牙語的人稱強制區分性別。傳統上用Latino表示男性拉丁裔，Latina表示女性拉丁裔，但是西班牙語中並沒有不區分性別的詞彙表示單純的拉丁裔。
而Latinx則是一個新創詞語，它用〈-x〉後綴取代Latino/Latina（拉丁裔）的〈-o/-a〉字尾，這是西班牙語中典型的語法性別，而〈-x〉則被視為性別中性。
該術語於2004年左右首次在網上出現，後來它主要被倡導非二元性別的社運家及學術界使用，在美國的社交媒體中廣泛流傳。然而，在多次對拉丁裔美國人的調查發現，大多數人並不喜歡這個詞彙，並且只有2%的拉丁裔美國人使用該詞，其他人更偏好傳統的西班牙裔（Hispanic） 和拉丁裔（Latina/Latino）。
該詞彙的支持者認為，透過性別中立詞彙從而包容所有性別，促進了大眾對非二元拉丁裔的更大的接受程度。批評者則指，這個詞不遵循傳統語法、發音困難、並且不尊重西班牙語的傳統文化及忽視拉丁裔的真正想法，將這行為視為美國的語言帝國主義及文化帝國主義。

## 用法和發音
Latinx是一個主要形容美國拉丁裔群體的術語，被形容是性別中立的詞彙，也曾被廣泛地用作形容任何具拉丁美洲血統人。該詞語並沒有統一的發音標準，其中常見的包括 /ləˈtiːnɛks, læ-, lɑː-, -nəks, ˈlætɪnɛks/ lə-TEE-neks, la（h）-及-nəks, LAT-in-eks。Merriam-Webster的編輯指原因很有可能是在創建「Latinx」時，根本就沒有考慮過要如何發音。
类似的用法有「Latin@」和「Latine」等。

## 反響

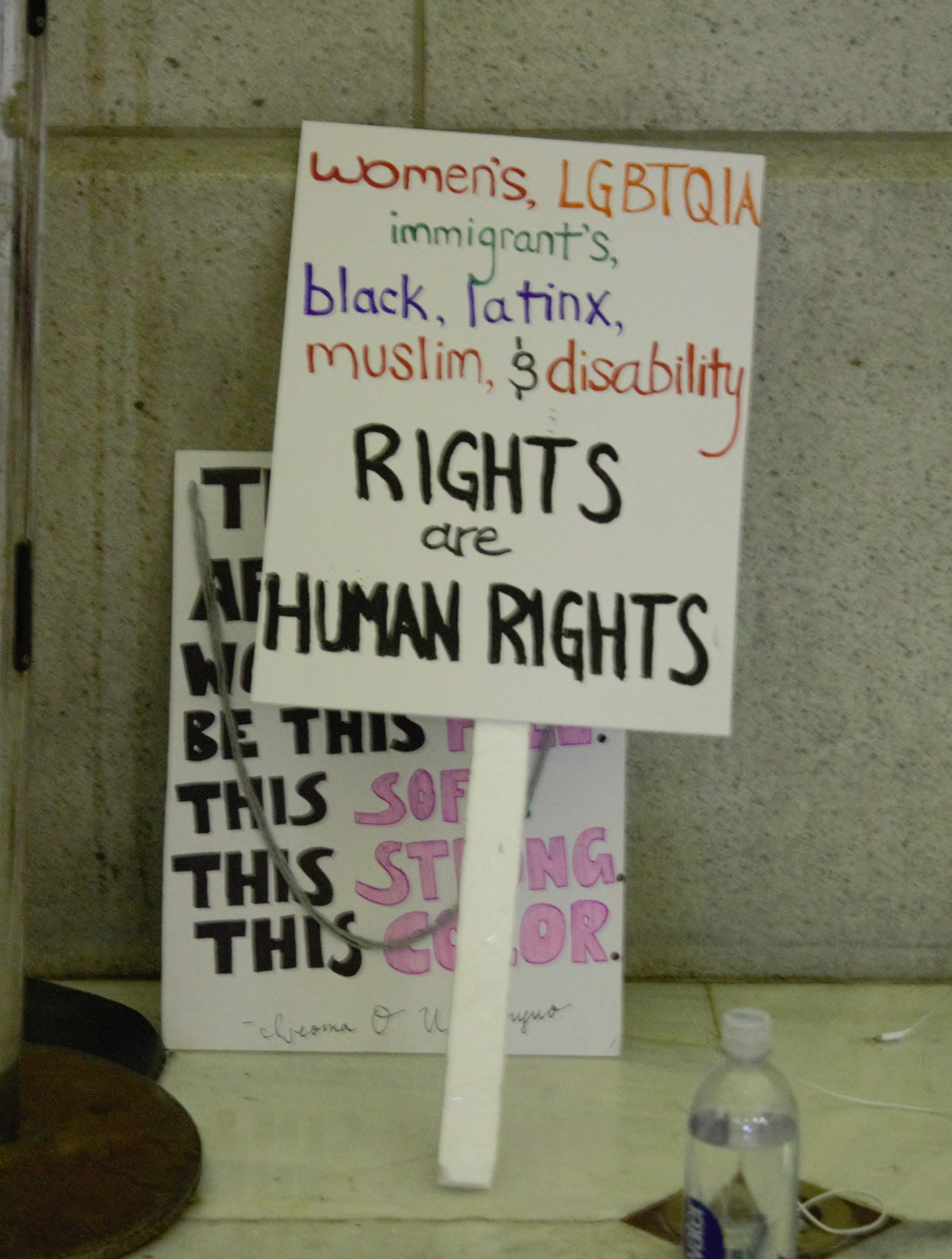
2017年女性大遊行的標語，寫著：「女性、LGBTQIA、移民、黑人、Latinx 、穆斯林和殘疾人的權利是人權。」

該詞彙在拉丁裔美國人中得到普遍負面的反響。2020年皮尤研究中心發表報告，指大多數拉丁裔美國人都沒有聽過這詞，只有約3%的受訪者願意使用「Latinx」來形容自己。2019年的另一份調查也顯示了相似結果。批評者指這是明目張膽的「語言帝國主義」及「文化帝國主義」，是以英語為中心，去「修復」西班牙語，強行改變拉丁裔的文化和身份。
2018年，西班牙皇家語言學院拒絕使用「Latinx 」，語言學家珍妮特·富勒 （Janet Fuller）及珍妮弗·利曼 （Jennifer Leeman）表示這詞在西班牙語中無法發音，是將英語的規範強行加於西班牙語上，用來迎合英語流利的人，而不是西班牙母語者。
美國拉丁裔眾議院議員魯本·加萊戈禁止其員工使用「Latinx」一詞，並批評這詞彙只是用來取悅富有的美國白人進步派。美國民權組織拉丁美洲公民聯盟（League of United Latin American Citizens）也指示工作人員從組織的官方通訊文件中刪除「Latinx」詞彙的使用。主席多明戈·加西亞（Domingo García）指說幾乎所有的拉丁裔都非常不喜歡這詞彙，只有活在象牙塔裡的美國常春藤精英才會使用。